# Sanzioni sostitutive delle pene detentive brevi
Le sanzioni sostitutive delle pene detentive brevi, nel diritto penale italiano, sono pene, previste dal capo III della legge 689/1981, che possono essere comminate al reo in sostituzione di una pena detentiva comunque inferiore ai due anni.
In particolare, ex art. 53, il giudice, nel pronunciare la sentenza di condanna:
- quando ritiene di dovere determinare la durata della pena detentiva entro il limite di due anni, può sostituire tale pena con quella della semidetenzione;
- quando ritiene di doverla determinare entro il limite di un anno, può sostituirla anche con la libertà controllata;
- quando ritiene di doverla determinare entro il limite di sei mesi, può sostituirla altresì con la pena pecuniaria della specie corrispondente.

Il giudice ha la facoltà di scegliere di sostituire alla pena inflitta al reo una pena sostitutiva nei limiti e secondo i modi disposti dalla legge. L'applicazione delle sanzioni sostitutive è affidata quindi al potere decisorio del giudice che può concederle ex officio o su istanza di parte e che possono essere revocate o convertite nel caso in cui il reo violi le prescrizioni previste dalle pene stesse.

## Semidetenzione
Secondo l'articolo 53, primo comma della legge n. 689/81 la semidetenzione è la pena sostitutiva della pena detentiva fino a 2 anni. Ai sensi dell'art. 55 della citata legge la sanzione comporta l'obbligo di trascorrere almeno 10 ore al giorno negli istituti penitenziari situati nel comune di residenza del condannato  o in un comune vicino.
Comporta inoltre:
- il divieto di detenere armi, munizioni ed esplosivi;
- la sospensione della patente di guida;
- il ritiro del passaporto nonché la sospensione della validità, ai fini dell'espatrio, di ogni altro documento equipollente;
- l'obbligo di conservare e di presentare a ogni richiesta degli organi di Polizia e nel termine da essi fissato l'ordinanza emessa con cui sono stabilite le modalità di esecuzione.

## Libertà controllata
L'articolo 53, primo comma della legge n. 689/81 prevede la possibilità di applicare la libertà controllata come pena sostitutiva delle pene detentive fino a un anno. Ai sensi dell'art. 56 della citata legge comporta in ogni caso il divieto di allontanarsi dal comune di residenza, salvo apposita autorizzazione concessa di volta in volta ed esclusivamente per
motivi di lavoro, di studio, di famiglia o di salute.
Comporta inoltre:
- l'obbligo di presentarsi almeno una volta al giorno, nelle ore fissate compatibilmente con gli impegni di lavoro o di studio del condannato, presso il locale ufficio di pubblica sicurezza o, in mancanza di questo, presso il comando dell'Arma dei carabinieri territorialmente competente;
- il divieto di detenere a qualsiasi titolo armi, munizioni ed esplosivi, anche se è stata concessa la relativa autorizzazione di polizia;
- la sospensione della patente di guida;
- il ritiro del passaporto nonché la sospensione della validità, ai fini dell'espatrio, di ogni altro documento equipollente;
- l'obbligo di conservare e di presentare ad ogni richiesta degli organi di polizia e nel termine da essi fissato l'ordinanza emessa a norma dell'articolo 62 e l'eventuale provvedimento di modifica delle modalità di esecuzione della pena, adottato a norma dell'articolo 64.

## Pena pecuniaria
La pena pecuniaria è la pena sostitutiva delle pene detentive fino a 6 mesi.
La conversione della pena detentiva avviene attraverso dei rapporti di equivalenza per cui un giorno di detenzione equivale a euro 250,00 di multa (ex art. 135 c.p.) o di ammenda a seconda che si tratti di delitto o di contravvenzione.